# 2865 Лорел
2865 Лорел (2865 Laurel) — астероїд головного поясу, відкритий 31 липня 1935 року.
Тіссеранів параметр щодо Юпітера — 3,388.